# Старосілля (Дівички)
Старосілля  — колишнє селище відоме ще за козаччини. Нині південно-східна частина (куток) села Дівички, та відмежоване від основної частини села річкою Карань.

## Історія
За козаччини селище Старосілля належало до першої Переяславської сотні Переяславського полку.
За описом Київського намісництва 1781 року селище відносилось до Переяславського повіту даного намісництва в якому нараховувалось 26 хат. За описом 1787 року в селищі проживало 75 душ. Селище було у володінні різного звання «казених людей», козаків і власників: колезького асесора Гриневича, бунчукових товаришів Максимовича і Сулими. 
На початок ХХI ст., з місцевих корінних жителів залишились переважно люди похилого віку, та здебільшого на кутку приватні будинки дачників із Києва. Проте у липні 2017 року близько 150 колишніх старосільців та хуторян (із сусіднього кутка) охоче прийшли на масову зустріч аби згадати своє дитинство та односельців. 